# 萬國郵政聯盟
萬國郵政聯盟（法語：Union postale universelle），簡稱萬國郵聯，是聯合國協調會員國之間郵務政策的專門機構，也是世界性的郵政國際組織，總部設於瑞士伯恩。
萬國郵聯每個會員國均同意並接受在相同的條件下處理國際間的郵務、郵政職責。其會員國在原則上須為主權國，所有主權國均得請求加入郵聯為會員國；加入之程序最初甚為簡單，單方申請即可；加入之請求應經外交途徑通知瑞士聯邦政府，由該政府通知各會員國；1948年後申請加入之國家須經郵聯會員國三分之二之同意，始取得會員國資格；會員國承擔責任之保護國和屬地亦得作為郵聯一會員或一郵區；參加1957年10月渥太華萬國郵政大會之會員國共有98個，其中88個為獨立國（包括白俄羅斯、摩納哥、聖瑪利諾、烏克蘭、梵蒂岡），10個為保護國和屬地；中國於1914年加入，1947年當選為「行政暨聯絡委員會」委員國:21。

## 歷史
1874年以前國際無郵政合作，國家疆界是障礙很大；當時寄信到外國是大事，郵費重，手續繁；郵費重，因為郵件之資費必須足以償付寄件國、收件國和中途轉遞國之費用；手續繁，因為結算郵資之有關國家必須保持郵件收發、轉遞及經過郵路之詳細紀錄:20。
在萬國郵政聯盟成立以前，國家需要逐一與其他願意互相通郵的國家制訂個別的郵務協議。早在1862年美國郵務長（Post-master）布萊爾（Blair）即曾召開國際會議，以國際行動解決郵費與郵費結帳問題:20。1863年國際郵政委員會（International Postal Committee）在巴黎開會，15國參加，通過31項國際郵政合作之原則；1868年德國以其國內郵政統一之經驗提議召開萬國郵政大會，1874年22國在瑞士伯爾尼舉行第一屆國際郵政大會（International Postal Congress）通過伯爾尼條約（法語：Traité de Berne），設立郵政總聯盟（英語：General Postal Union）；1878年第二屆國際郵政大會開會於巴黎，郵政總聯盟改名為萬國郵政聯盟（下簡稱“郵聯”）:20。1874年10月9日簽訂伯尔尼條約後，郵聯是第二大的國際組織，僅次於国际电信联盟。
郵聯成立之後，參加之國家由於國際郵件之資費、郵路和傳遞有統一規章，郵政合作已經打破國家疆界；大家承認國際郵件有來有往，我代他國傳遞郵件應收之資費與他國代我傳遞郵件應付之資費終可相抵；國際收支帳目既可平衡，收件國與寄件國無庸再清結帳目:20-21。萬國郵政聯盟確立：
1. 寄信至世界任何地方應有近似一致的一律郵資費率。
2. 郵政當局應給予外國與國内郵件相同的待遇。
3. 各國應保留國際郵資收款。

萬國郵政聯盟條約最重要的結果之一是不再需要像從前黏貼任何信件或包裹過境國的郵票；萬國郵政聯盟規定成員國郵票接受於整條國際路線。
1946年聯合國成立後，萬國郵政聯盟成爲其專門機構。

## 組織機構
郵聯之主要機構有三：萬國郵政大會（The Universal Postal Congress）、執行暨聯絡委員會（The Executive and Liaison Commission）和萬國郵政公署（The Universal Postal Bureau）:22。
万国邮政联盟大会是万国邮政联盟的最高权力机构，是全体会员参加的工作会议。大會由全體會員國參加，常會除一二兩次大戰期中外，每5年舉行一次，臨時大會經會員國三分之二請求或同意召開；大會討論事項每一會員國只有一票權，但大國之投票權常不止一個，因為他們負擔責任之保護國和屬地加入為會員者，也有一票權:22。会议的主要任务是制定和修改邮联的各项法规、研究制定世界邮政发展战略，选举邮联行政理事会和邮政经营理事会的理事国，以及邮联国际局正、副总局长等。郵聯大會不同於一般國際會議者，為会员国出席會議之代表多為各該國之郵政主管官員，而非外交官；郵政主管官員親自參加郵聯大會有兩個優點：第一他們對於郵政問題充分了解，大會討論國際郵政合作，易於達成協議，而不必兜圈子；第二出席大會之代表同時是各國之郵政主管，對於會中所作決議有權逕自付諸實施:22。会议通过的文件对各国均有法律的约束力。邮联大会的正式工作语言为法语。第21届汉城大会（1994年）通过了将英语做为大会的第二种工作语言。会议讨论使用法、英、西、俄、阿、汉等9至10种语言进行同声传译。
執行暨聯絡委員會是郵聯之執行機構，於大會休會期間主持郵聯工作，由大會依照公平地區分配原則選舉20個委員國組成，任期至次屆大會改選為止；每屆大會改選半數，連任以一次為限；委員國之代表由該國郵政當局派充合格郵政人員；委員會每年集會一次，其職權為：與會員國保持聯繫，改進國際郵政業務；研究國際郵政合作專門問題；監督萬國郵政公署，並以瑞士聯邦政府之推薦任命萬國郵政公署署長:22-23。
萬國郵政公署為郵聯之常設中心機構，受瑞士聯邦政府之監督，公署職權純屬非政治性，只作為各會員國郵政間聯絡、諮詢及交換情報之樞紐:23。
除邮联大会之外，邮联的组织机构还包括行政理事会、邮政经营理事会和国际局。行政理事会由1名主席国和40个理事国组成。邮政经营理事会由选举产生的40个理事国组成。邮政经营理事会在两届大会之间行使其职权。国际局是邮联总部在瑞士伯尔尼设立的中央办事处，由总局长领导并受行政理事会的监督，行使联络、执行、信息和咨询的职能。

### 下屬組織
万国邮联有两个下属的组织。拥有各自独立的章程、组织架构和目的：
- 邮政特快专递合作组（英語：EMS Cooperative）：向全球客户提供全球特快专递服务
- 远程信息技术合作组（英語：Telematics Cooperative）：建立或者协助各国建立邮政、邮电系统

## 規章制度
郵聯之根本大法為萬國郵政公約（The Universal Postal Convention）；公約每屆大會修正一次，但基本內容鮮有變更；修正案經大會過半數通過，事實上即屬有效:21。大會修正之公約照規定固應由各簽約會員國批准，理論上會員國可以不批准；不批准即無遵守之義務:21。不過幾乎沒有此情形；因為不批准，只有退出郵聯，退出郵聯後所遭遇之困難實在難以想像:21。所以公約一經大會通過，郵聯即照新約行，無需等待各會員國正式批准:21。
1969年，萬國郵政聯盟創立新付款制度，端看各國之間郵件總重差距多少決定應付費用。這些費用稱作到達費。因為它影響期刊遞送花費，所以萬國郵政聯盟擬定新的“界限”制，1991年實行。此制度為一年接受至少150公噸的國家分別的信件和期刊費率。有較少郵件的國家，維持原始的一律費率。美國已經與13個歐洲國家議定分別的到達費公式，包括每件費率加上每公斤費率，與加拿大也有類似協定。
萬國郵政聯盟也運作國際回信券的制度。

## 成員

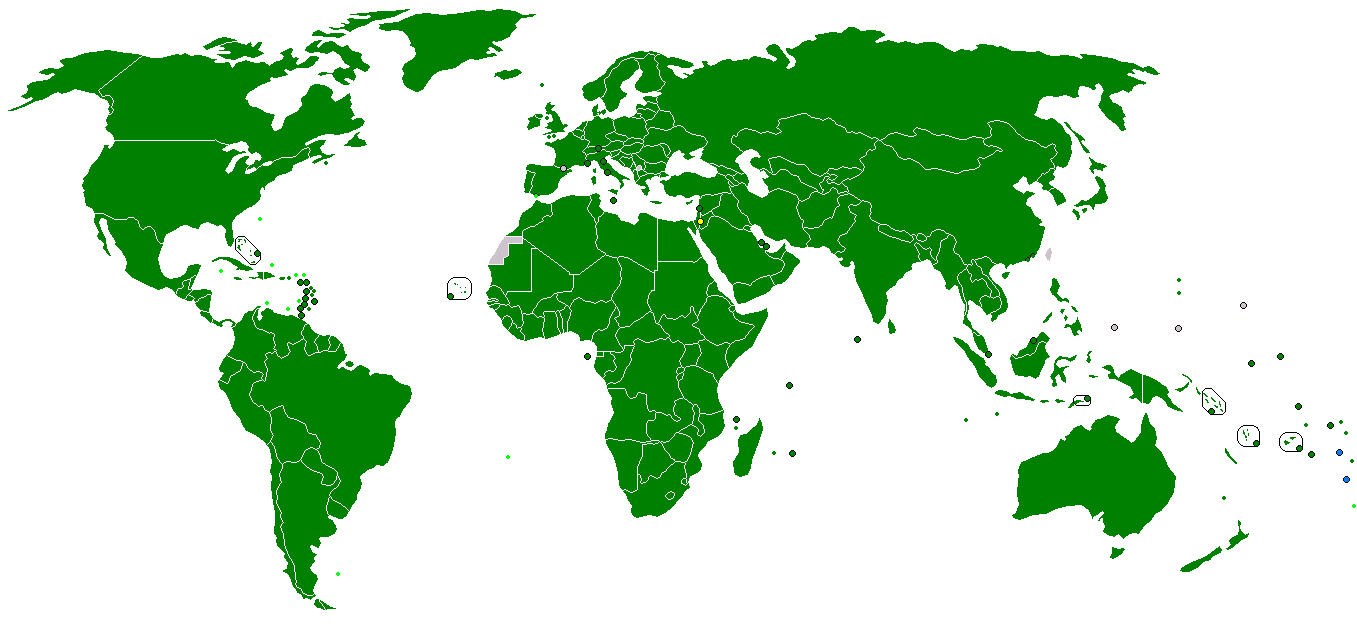
万国邮联成员国
万国邮联成员国附属，具有单独成员资格
由另一国家在万国邮联代表
特别观察员

萬國郵政聯盟目前共有192個成員，包括189個聯合國會員國、聯合國觀察員國梵蒂岡、荷蘭王國的另外三個構成國（阿魯巴、庫拉索及荷屬聖馬丁），以及英國海外領地。最新加入的成員是2011年10月4日加入的南蘇丹。
理論上，每個聯合國會員國都有資格加入萬國郵政聯盟。在當前聯合國193個会員國中，除了安道爾、馬紹爾群島、密克羅尼西亞聯邦、帛琉關於郵聯的地位尚未解決以外，都是郵聯成員國（因安道爾的郵政服務並非安道爾自行經營，而是由法國郵政和西班牙郵政在安道爾各設立一所郵局，各自發行不同的安道爾國郵票，在街上各自設置不同的郵筒。而另外三國的對外郵政均由美國郵政署負責（參見自由聯繫條約），郵資也根據美國標準，寄往美國各州、屬地和軍事外交駐地的郵件或者三國互寄的郵件均按國內郵資計算）。非聯合國會員國，只要取得三分之二郵聯成員國的同意，也能夠成爲郵聯成員國。
未受国际广泛承认的國家或地区需通过第三国交付国际邮件：
- 巴勒斯坦於1999年被授予萬國郵聯的特別觀察員身份，並於2008年得到以色列同意其郵件可通過約旦收發[5][6]，但直到2012年11月之前并未实施[7]。巴勒斯坦于2016年开始接收直邮邮件。[8]2018年11月，巴勒斯坦申请成为UPU正式成員[9]，但2019年9月的一次接纳投票上，以56票赞成、23票弃权、6票反对、106国未做出投票（根据UPU投票规则，这106国被视为投弃权票）结果，未能达到三分之二多数同意而告吹。[10]
- 中華民國於1914年3月1日加入萬國郵政聯盟。1949年，中華民國政府在第二次国共内战在战争中戰敗而遷臺；中国共产党在同年10月1日成立中华人民共和国。当时万国邮政联盟席仍然以中華民國代表中國在郵聯的地位，直到1972年4月13日，萬國郵政聯盟承认聯合國大會第2758號決議，以中華人民共和國代表中國。此後，國際回郵券不適用於台灣（即中華民國）。郵件寄往台灣必須經由日本、美國或以前的英属香港交付。
- 另有其他有限承認國家通過第三國交付邮件，因萬國郵聯不允許此類國家的國際郵件直接交付：北塞浦路斯土耳其共和國的郵件經由土耳其交付、索馬里蘭的郵件經埃塞俄比亞交付、阿布哈兹、南奥塞梯邮件经俄罗斯交付、科索沃邮件经塞尔维亚交付、阿拉伯撒哈拉民主共和国邮件经阿尔及利亚交付、德涅斯特河沿岸邮件经摩尔多瓦交付。

下表列出各国加入邮联的日期，以各国英文名称顺序排列：

### A
- 阿富汗 - 1928年4月1日
- 阿尔巴尼亚 - 1922年3月1日
- 阿尔及利亚 - 1907年10月1日
- 安哥拉 - 1977年3月3日
- 安地卡及巴布達 - 1994年1月20日
- 阿魯巴、古拉索及聖馬丁（原「荷屬安地列斯」） - 1875年7月1日[11]
  -  
    -  阿鲁巴
    -  荷屬聖馬丁
- 阿根廷 - 1878年4月1日
- 亞美尼亞 - 1992年9月14日
- - 1907年10月1日
  -  诺福克岛
- 奥地利 - 1875年7月1日
- - 1993年4月1日

### B
- 巴哈马 - 1974年4月24日
- 巴林 - 1973年12月21日
- - 1973年2月7日
- - 1967年11月11日
- 白俄羅斯 - 1947年5月13日
- 比利时 - 1875年7月1日
- - 1982年10月1日
- - 1961年4月27日
- 不丹 - 1969年3月7日
- 玻利维亚 - 1886年4月1日
- - 1892年7月1日 - 1993年1月26日
- - 1968年1月12日
- 巴西 - 1877年7月1日
- - 1985年1月15日
- 保加利亚 - 1879年7月1日
- 布吉納法索 - 1963年3月29日
- - 1963年4月6日

### C
- 柬埔寨 - 1951年12月21日
- 喀麦隆 - 1960年7月26日
- 加拿大 - 1878年7月1日
- - 1976年9月30日
- 中非 - 1961年6月28日
- - 1961年6月23日
- 智利 - 1881年4月1日
- 中華民國 - 1914年3月1日 - 1972年4月13日[a]
- 中华人民共和国 - 1972年4月13日[a]
  -  香港 - 1877年4月1日[b]
  -  澳門 - 1877年7月1日[c]
- 哥伦比亚 - 1881年7月1日
- - 1976年7月29日
- 刚果民主共和国 - 1886年1月1日
- 刚果共和国 - 1961年7月5日
- - 1883年1月1日
- - 1961年5月23日
- - 1921年12月24日 - 1992年7月20日
- 古巴 - 1902年10月4日
- 賽普勒斯 - 1961年11月23日
- 捷克 - 1920年5月18日 - 1993年3月18日

### D
- 丹麦 - 1875年7月1日
  -  法罗群岛
  -  格陵兰
- - 1978年6月6日
- 多米尼克 - 1980年1月31日
- - 1880年10月1日

### E
- - 1880年7月1日
- 埃及 - 1875年7月1日
- 薩爾瓦多 - 1879年4月1日
- 赤道几内亚 - 1970年7月24日
- - 1993年8月19日
- 爱沙尼亚 - 1922年7月7日 - 1992年4月30日
- 衣索比亞 - 1908年11月1日

### F
- 斐济 - 1971年6月18日
- 芬兰 - 1918年2月12日
- 法國 - 1876年1月1日
  - 法國海外領土
    -  法属南部和南极领地

  - 法國海外省
    -  马约特
    -  留尼汪

  - 法國海外集體
    -  法属圣马丁
    -  新喀里多尼亞
    -  法屬玻里尼西亞

### G
- 加彭 - 1961年7月17日
- - 1974年10月9日
- - 1993年4月1日
- 德国 - 1875年7月1日
- - 1957年10月10日
- 希腊 - 1875年7月1日
- 格瑞那達 - 1978年1月30日
- - 1881年8月1日
- 几内亚 - 1959年5月6日
- - 1974年5月30日
- - 1967年3月22日

### H
- 海地 - 1881年7月1日
- - 1879年4月1日
- 匈牙利 - 1875年7月1日

### I
- 冰島 - 1919年11月15日
- 印度 - 1876年7月1日
- 印度尼西亞 - 1877年5月1日
- 伊朗 - 1877年9月1日
- 伊拉克 - 1929年4月22日
- 爱尔兰 - 1923年9月6日
- 以色列 - 1949年12月24日
- 義大利 - 1875年7月1日

### J
- 牙买加 - 1963年8月29日
- 日本 - 1877年6月1日[18]
- 约旦 - 1947年5月16日

### K
- - 1992年8月27日
- - 1964年10月27日
- 基里巴斯 - 1984年8月14日
- -  1974年6月6日
- - 1900年1月1日
- 科威特 - 1960年2月16日
- - 1993年1月26日

### L
- - 1952年5月20日
- 拉脫維亞 - 1921年10月1日 - 1992年6月17日
- 黎巴嫩 - 1931年5月12日 - 1946年5月15日
- 賴索托 - 1967年9月6日
- 利比里亚 - 1879年4月1日
- 利比亞 - 1952年6月4日
- 列支敦斯登 - 1962年4月13日
- 立陶宛 - 1922年1月1日 - 1992年1月10日
- 盧森堡 - 1875年7月1日

### M
- 北馬其頓 - 1993年7月12日
- 马达加斯加 - 1961年11月2日
- 马拉维 - 1966年10月25日
- 马来西亚 - 1958年1月17日
- 馬爾地夫 - 1967年8月15日
- - 1961年4月21日
- 馬爾他 - 1965年5月21日
- 毛里塔尼亚 - 1967年3月22日
- 模里西斯 - 1969年8月29日
- 墨西哥 - 1879年4月1日
- 摩尔多瓦 - 1992年11月16日
- 摩納哥 - 1955年10月12日
- 蒙古国 - 1963年8月24日
- 蒙特內哥羅 - 2006年7月26日
- 摩洛哥 - 1920年10月1日
- 莫桑比克 - 1978年10月11日
- 緬甸 - 1949年10月4日

### N
- 纳米比亚 - 1992年4月30日
- 瑙鲁 - 1969年4月17日
- 尼泊尔 - 1956年10月11日
- 荷蘭 - 1875年7月1日
- 新西兰 - 1907年10月1日
  -  庫克群島
  -  纽埃
  -  托克勞
- 尼加拉瓜 - 1882年5月1日
- 尼日尔 - 1961年6月12日
- 奈及利亞 - 1961年7月10日
- 挪威 - 1875年7月1日

### O
- 阿曼 - 1971年8月17日

### P
- 巴基斯坦 - 1947年11月10日
- 巴拿马 - 1904年6月11日
- - 1976年6月4日
- 巴拉圭 - 1881年7月1日
- 秘魯 - 1879年4月1日
- 菲律賓 - 1922年1月1日
- 波蘭 - 1919年5月1日
- 葡萄牙 - 1875年7月1日

### Q
- - 1969年1月31日

### R
- 羅馬尼亞 - 1875年7月1日
- 俄羅斯 - 1875年7月1日
- 卢旺达 - 1963年4月6日

### S
- 圣基茨和尼维斯 - 1988年1月11日
- 圣卢西亚 - 1980年7月10日
- - 1981年2月3日
- 萨摩亚 - 1989年8月9日
- 圣马力诺 - 1915年7月1日
- 聖多美和普林西比 - 1977年8月22日
- 沙烏地阿拉伯 - 1927年1月1日
- 塞内加尔 - 1961年6月14日
- 塞爾維亞 - 1875年7月1日 - 1921年12月24日, 2001年6月18日
- 塞舌尔 - 1977年10月7日
- - 1962年1月29日
- 新加坡 - 1966年1月8日
- 斯洛伐克 - 1920年5月18日 - 1993年3月18日
- 斯洛維尼亞 - 1921年12月24日 - 1992年8月27日
- 所罗门群岛 - 1984年5月4日
- - 1959年4月1日
- 南非 - 1893年1月1日 - 1994年8月22日
- 南蘇丹 - 2011年10月4日
- 西班牙 - 1875年7月1日
- 斯里蘭卡 - 1949年7月13日
- 苏丹 - 1956年7月27日
- 苏里南 - 1877年5月1日 - 1976年4月20日
- - 1969年11月7日
- 瑞典 - 1875年7月1日
- 瑞士 - 1875年7月1日
- 叙利亚 - 1931年5月12日 - 1946年5月15日

### T
- - 1994年6月9日
- 坦桑尼亚 - 1963年3月29日
- 泰國 - 1885年7月1日
- 东帝汶 - 2003年11月28日
- 多哥 - 1962年3月21日
- - 1972年1月26日
- 千里達及托巴哥 - 1963年6月15日
- 突尼西亞 - 1888年7月1日
- 土耳其 - 1875年7月1日
- - 1993年1月26日
- - 1981年2月3日

### U
- 乌干达 - 1964年2月13日
- 乌克兰 - 1947年5月13日
- 阿联酋 - 1973年3月30日
- 英国 - 1875年7月1日
  - 王權領地／皇家屬地
    -  根西
      -  奧爾德尼

    -  马恩岛
    -  澤西

  - 属地和海外领地 - 1877年4月1日
    -  百慕大
    -  开曼群岛
    -  福克蘭群島
    -  直布罗陀
    -  英屬印度洋領地
    -  皮特凯恩群岛
    -  南乔治亚和南桑威奇群岛
    -  圣赫勒拿、阿森松和特里斯坦-达库尼亚
    -  英屬維爾京群島
    -  西印度群島聯邦（前）
- 美国 - 1875年7月1日
  - 美國領地
    -  美属萨摩亚
    -  關島
    -  波多黎各
    -  美屬維爾京群島
- 乌拉圭 - 1880年7月1日
- - 1994年2月24日

### V
- - 1982年7月16日
- 梵蒂冈 - 1929年6月1日
- 委內瑞拉 - 1880年1月1日
- 越南 - 1951年10月20日[d]

### Y
- 葉門 - 1930年1月1日

### Z
- 尚比亞 - 1967年3月22日
- 辛巴威 - 1981年7月31日

## 爭議
2018年10月17日，美國政府宣布美国启动退出万国邮政联盟程序。美國批評万国邮政联盟的现行费率制度，规定发展中国家享有邮费优惠，让中国和其他国家将货物以较低成本销售到美国，但邮费差额就由美国补贴并不公平，让美国每年补贴3至5亿美元邮费，造成巨大财政负担。有美國官員批評現行的国际邮政费率制度相当于是给中国的补贴，也导致大量假冒商品和芬太尼涌入美国。白宫于2018年10月17日宣布，美国即日起启动退出万国邮政联盟的程序，肇因於萬國郵政聯盟現行終端費（terminal dues）體制讓中國等其他國家獲益，對美國不公平。
美国提出要对万国邮政联盟体制进行改革，提出让各国自定邮费的改革方案。2019年9月24日，万国邮政联盟在瑞士日内瓦召开紧急大会，以78票赞成，57票反对，否决美国的改革方案。9月25日，緊急大會通過新協議，接收高數量進口郵件和包裹的國家可於2021年1月開始對外國郵件徵收自定郵費，在5年內分階段實施新郵費，每年接收進口郵件數量超過75,000噸的國家可於2020年7月開始徵收自定郵費。同时，美国决定继续留在万国邮联。中国国家邮政局於2019年10月14日表示中国将逐年增加向美国以及其他国家支付的国际小包终端费，2020年调涨27%，以后每年涨15-17%，到2025年将总共涨164%。

## 另見
- 特快專遞

## 備註
1. 1 2  1914年至1972年，中国在万国邮联由中华民国代表。自1972年4月13日後由中华人民共和国作为中国在万国邮联的唯一合法代表。
2. ↑  與其它英國殖民地一起加入（通稱「英屬香港」但未被單獨列出）[12]，直到1997年7月1日主權移交之後正式以「中國香港」名義持有會籍至今[13][14]。
3. ↑  與其它葡萄牙殖民地一起加入（通稱「葡屬澳門」但未被單獨列出），日期以政治實體最早參與時間為準，而非郵政服務實際開辦的1884年[15]。1934年與莫三比克、葡屬印度及葡屬帝汶一併列入「東非、亞洲及大洋洲之葡屬殖民地」類別，1977年12月22日分類撤銷後由葡萄牙全權代表，直到1999年12月20日主權移交之後正式以「中國澳門」名義持有會籍至今[16][17]。
4. ↑  於1976年繼承自越南国、 越南民主共和国（北越）與越南共和国（南越）、越南南方共和国 。

## 外部連結
- 萬國郵政聯盟 （页面存档备份，存于）（英文）（法文）
- 万国邮联与中国 （页面存档备份，存于）